# Francis Ross
Francis Ross (* 18. Februar 1998 in Ellon) ist ein schottischer Fußballspieler, der zuletzt beim FC Aberdeen unter Vertrag stand.

## Karriere

### Verein
Francis Ross wurde im Jahr 1998 in Ellon ca. 20 km nördlich von Aberdeen geboren. Er begann seine Karriere im Alter von 8 Jahren in der Jugend des FC Aberdeen. In der Saison 2014/15 gab der beidfüßige Ross unter Trainer Derek McInnes sein Profidebüt. Er wurde im Spiel gegen den FC Dundee am vorletzten Spieltag der Saison für David Goodwillie eingewechselt. Am letzten Spieltag der Saison wurde Ross erneut eingewechselt. In der Spielzeit 2015/16 wurde Ross ebenso zweimal eingewechselt.

### Nationalmannschaft
Francis Ross spielt seit seinem Debüt in der U-15 im Jahr 2013 gegen Polen für Schottland. Nachdem er im Jahr 2013 auch fünfmal in der U-16 aktiv gewesen war, spielte Ross von 2014 bis 2015 siebenmal in der U-17 und schoss ein Tor. Seit dem Jahr 2015 spielt Ross in der U-19.